# Willem Victor Bartholomeus
Willem Victor Bartholomeus (Bunde, 11 februari 1825 – Zwolle , 13 augustus 1892) was een Nederlands organist en dirgent.
Hij werd geboren in het gezin van koster/organist/kerkzanger Jan/Jean Bartholomeus en Maria Cornelia Isabella Hagemans. Zijn broer Jan Nicolaas Bartholomeus (Jean Nicolas Bartholomeus) was ook organist en zangmeester. Hijzelf is getrouwd met de Duitse modiste Gertien Elisabetha Dorothea Wilms. In 1859 en 1891 werd de familie getroffen door woningbranden.
Hij kreeg zijn muzikale opleiding aan het Conservatorium van Brussel. Docent was François-Joseph Fétis, die hem piano, kerkorgel en compositieleer bijbracht. 
Op 1 mei 1850 werd hij benoemd tot organist van de Sint-Michaëlskerk te Zwolle. Hij vestigde zich ook als privé-docent in harmonieleer, piano en zang. Daarnaast was hij lid en later dirigent van de Liedertafel Caecilia in Zwolle en gaf hij leiding aan het koor van de Sint-Michaëlskerk dat met behulp van jongens-stemmen meerstemmige werken uitvoerde, zoals de Mis in c-klein van Mozart. 
In 1871 was hij medeoprichter van de Zangvereeniging tot beoefening van klassieke muziek in Zwolle, dat begin 1872 onder zijn leiding Die Jahreszeiten van Jozef Haydn uitvoerde met begeleiding van het Orchest van Stumpff uit Amsterdam en plaatselijke dilettanten als solist. Begin 1873 werd het  oratorium Samson van Georg Friedrich Händel uitgevoerd met begeleiding van het Groot Symphonie-Orchest van Cornelis Coenen (het latere Utrechts Stedelijk Orkest). Onder de solisten bevonden zich Wilhelmina Gips en mevrouw Anna Collin-Tobisch. 
In 1873 was Barthelomeus ook medeoprichter en eerste dirigent van het koor van de afdeling Zwolle van de Maatschappij tot bevordering der Toonkunst, een fusie van meerdere Zwolse koren, dat nu nog als Toonkunstkoor Caecilia voort bestaat.
De diverse leden van familie Bartholomeus hebben enkele composities op hun naam staan. Het is daarbij onduidelijk wie wat heeft geschreven. Het gaat daarbij om kerkelijke muziek en liederen.